# Jefferson Encada
Jefferson Anilson Silva Encada, noto semplicemente come Jefferson Encada (17 aprile 1998), è un calciatore guineense, centrocampista del Pharco e della nazionale guineense.

## Caratteristiche tecniche
È un esterno destro.

## Carriera

### Club
Cresciuto nel settore giovanile dello Sporting Lisbona, nel 2017 viene ceduto in prestito all'Olhanense dove debutta fra i professionisti giocando l'incontro di terza divisione vinto 1-0 contro il Louletano. Nel 2018 passa a titolo definitivo al Vitória Guimarães dove gioca per due stagioni nella squadra riserve riuscendo comunque a fare un'apparizione in Primeira Liga, contro il Rio Ave. Il 31 agosto 2020 viene ceduto al Leixões.

### Nazionale
Il 26 marzo 2021 ha esordito con la nazionale guineense giocando l'incontro di qualificazione per i Mondiali 2022 contro lo eSwatini; ha partecipato alla Coppa delle nazioni africane 2021 ed alla Coppa delle nazioni africane 2023.

## Statistiche
Statistiche aggiornate al 26 marzo 2021.

### Presenze e reti nei club
| Stagione        | Squadra             | Campionato      | Campionato | Campionato | Coppe nazionali | Coppe nazionali | Coppe nazionali | Coppe continentali | Coppe continentali | Coppe continentali | Altre coppe | Altre coppe | Altre coppe | Totale | Totale | Totale |
| Stagione        | Squadra             | Comp            | Pres       | Reti       | Comp            | Pres            | Reti            | Comp               | Pres               | Reti               | Comp        | Pres        | Reti        | Pres   | Reti   |        |
| --------------- | ------------------- | --------------- | ---------- | ---------- | --------------- | --------------- | --------------- | ------------------ | ------------------ | ------------------ | ----------- | ----------- | ----------- | ------ | ------ | ------ |
| 2017-2018       | Olhanense           | CdP             | 20         | 3          | CP+CdL          | 0               | 0               |                    | -                  | -                  |             | -           | -           | 20     | 3      |        |
| 2018-2019       | Vitória Guimarães B | LdH             | 6          | 0          |                 | -               | -               |                    | -                  | -                  |             | -           | -           | 6      | 0      |        |
| 2019-2020       | Vitória Guimarães B | CdP             | 22         | 4          |                 | -               | -               |                    | -                  | -                  |             | -           | -           | 22     | 4      |        |
| 2019-2020       | Vitória Guimarães   | PL              | 1          | 0          | CP+CdL          | 0               | 0               |                    | -                  | -                  |             | -           | -           | 1      | 0      |        |
| 2020-2021       | Leixões             | LdH             | 17         | 3          | CP              | 0               | 0               |                    | -                  | -                  |             | -           | -           | 17     | 3      |        |
| Totale carriera | Totale carriera     | Totale carriera | 66         | 10         |                 | 2               | 0               |                    | -                  | -                  |             | -           | -           | 68     | 10     |        |

### Cronologia presenze e reti in nazionale
| Cronologia completa delle presenze e delle reti in nazionale ― Guinea-Bissau | Cronologia completa delle presenze e delle reti in nazionale ― Guinea-Bissau | Cronologia completa delle presenze e delle reti in nazionale ― Guinea-Bissau | Cronologia completa delle presenze e delle reti in nazionale ― Guinea-Bissau | Cronologia completa delle presenze e delle reti in nazionale ― Guinea-Bissau | Cronologia completa delle presenze e delle reti in nazionale ― Guinea-Bissau | Cronologia completa delle presenze e delle reti in nazionale ― Guinea-Bissau | Cronologia completa delle presenze e delle reti in nazionale ― Guinea-Bissau |
| Data                                                                         | Città                                                                        | In casa                                                                      | Risultato                                                                    | Ospiti                                                                       | Competizione                                                                 | Reti                                                                         | Note                                                                         |
| ---------------------------------------------------------------------------- | ---------------------------------------------------------------------------- | ---------------------------------------------------------------------------- | ---------------------------------------------------------------------------- | ---------------------------------------------------------------------------- | ---------------------------------------------------------------------------- | ---------------------------------------------------------------------------- | ---------------------------------------------------------------------------- |
| 26-3-2021                                                                    | Lobamba                                                                      | eSwatini                                                                     | 1 – 3                                                                        | Guinea-Bissau                                                                | Qual. Mondiali 2022                                                          | -                                                                            | 75’                                                                          |
| 30-3-2021                                                                    | Bissau                                                                       | Guinea-Bissau                                                                | 3 – 0                                                                        | Rep. del Congo                                                               | Qual. Coppa d'Africa 2021                                                    | -                                                                            | 90’                                                                          |
| 7-9-2021                                                                     | Khartoum                                                                     | Sudan                                                                        | 2 – 4                                                                        | Guinea-Bissau                                                                | Qual. Mondiali 2022                                                          | -                                                                            | 76’                                                                          |
| 15-11-2021                                                                   | Bissau                                                                       | Guinea-Bissau                                                                | 0 – 0                                                                        | Sudan                                                                        | Qual. Mondiali 2022                                                          | -                                                                            | 45’                                                                          |
| 11-1-2022                                                                    | Garoua                                                                       | Sudan                                                                        | 0 – 0                                                                        | Guinea-Bissau                                                                | Coppa d'Africa 2021 - 1º turno                                               | -                                                                            |                                                                              |
| 15-1-2022                                                                    | Garoua                                                                       | Guinea-Bissau                                                                | 0 – 1                                                                        | Egitto                                                                       | Coppa d'Africa 2021 - 1º turno                                               | -                                                                            | 31’ 77’                                                                      |
| 19-1-2022                                                                    | Garoua                                                                       | Guinea-Bissau                                                                | 0 – 2                                                                        | Nigeria                                                                      | Coppa d'Africa 2021 - 1º turno                                               | -                                                                            |                                                                              |
| 23-3-2022                                                                    | Bissau                                                                       | Guinea-Bissau                                                                | 3 – 0                                                                        | Guinea Equatoriale                                                           | Amichevole                                                                   | -                                                                            |                                                                              |
| 26-3-2022                                                                    | Benguela                                                                     | Angola                                                                       | 3 – 2                                                                        | Guinea-Bissau                                                                | Amichevole                                                                   | -                                                                            |                                                                              |
| 9-6-2022                                                                     | Bissau                                                                       | Guinea-Bissau                                                                | 5 – 1                                                                        | São Tomé e Príncipe                                                          | Qual. Coppa d'Africa 2023                                                    | -                                                                            | 90’                                                                          |
| 13-6-2022                                                                    | Conakry                                                                      | Sierra Leone                                                                 | 2 – 2                                                                        | Guinea-Bissau                                                                | Qual. Coppa d'Africa 2023                                                    | -                                                                            | 83’                                                                          |
| 24-3-2023                                                                    | Abuja                                                                        | Nigeria                                                                      | 0 – 1                                                                        | Guinea-Bissau                                                                | Qual. Coppa d'Africa 2023                                                    | -                                                                            | 45’ 81’                                                                      |
| 14-6-2023                                                                    | Bissau                                                                       | São Tomé e Príncipe                                                          | 0 – 1                                                                        | Guinea-Bissau                                                                | Qual. Coppa d'Africa 2023                                                    | -                                                                            |                                                                              |
| 13-10-2023                                                                   | Setúbal                                                                      | Guinea                                                                       | 1 – 0                                                                        | Guinea-Bissau                                                                | Amichevole                                                                   | -                                                                            |                                                                              |
| 17-11-2023                                                                   | Marrakech                                                                    | Burkina Faso                                                                 | 1 – 1                                                                        | Guinea-Bissau                                                                | Qual. Mondiali 2026                                                          | -                                                                            |                                                                              |
| 20-11-2023                                                                   | Il Cairo                                                                     | Gibuti                                                                       | 0 – 1                                                                        | Guinea-Bissau                                                                | Qual. Mondiali 2026                                                          | -                                                                            | 46’                                                                          |
| 6-1-2024                                                                     | Bamako                                                                       | Mali                                                                         | 6 – 2                                                                        | Guinea-Bissau                                                                | Amichevole                                                                   | -                                                                            | 65’                                                                          |
| 13-1-2024                                                                    | Abidjan                                                                      | Costa d'Avorio                                                               | 2 – 0                                                                        | Guinea-Bissau                                                                | Coppa d'Africa 2023 - 1º turno                                               | -                                                                            |                                                                              |
| 18-1-2024                                                                    | Abidjan                                                                      | Guinea Equatoriale                                                           | 4 – 2                                                                        | Guinea-Bissau                                                                | Coppa d'Africa 2023 - 1º turno                                               | -                                                                            |                                                                              |
| 22-3-2024                                                                    | Tétouan                                                                      | Sudan                                                                        | 1 – 0                                                                        | Guinea-Bissau                                                                | Amichevole                                                                   | -                                                                            | 80’                                                                          |
| 25-3-2024                                                                    | Tétouan                                                                      | Sudan                                                                        | 1 – 2                                                                        | Guinea-Bissau                                                                | Amichevole                                                                   | -                                                                            | 71’                                                                          |
| 6-6-2024                                                                     | Bissau                                                                       | Guinea-Bissau                                                                | 0 – 0                                                                        | Etiopia                                                                      | Qual. Mondiali 2026                                                          | -                                                                            |                                                                              |
| 10-6-2024                                                                    | Bissau                                                                       | Guinea-Bissau                                                                | 1 – 1                                                                        | Egitto                                                                       | Qual. Mondiali 2026                                                          | -                                                                            |                                                                              |
| 5-9-2024                                                                     | Bissau                                                                       | Guinea-Bissau                                                                | 1 – 0                                                                        | eSwatini                                                                     | Qual. Coppa d'Africa 2025                                                    | -                                                                            |                                                                              |
| 10-9-2024                                                                    | Maputo                                                                       | Mozambico                                                                    | 2 – 1                                                                        | Guinea-Bissau                                                                | Qual. Coppa d'Africa 2025                                                    | -                                                                            |                                                                              |
| 11-10-2024                                                                   | Bamako                                                                       | Mali                                                                         | 1 – 0                                                                        | Guinea-Bissau                                                                | Qual. Coppa d'Africa 2025                                                    | -                                                                            | 29’                                                                          |
| 15-10-2024                                                                   | Bissau                                                                       | Guinea-Bissau                                                                | 0 – 0                                                                        | Mali                                                                         | Qual. Coppa d'Africa 2025                                                    | -                                                                            |                                                                              |
| 19-11-2024                                                                   | Bissau                                                                       | Guinea-Bissau                                                                | 1 – 2                                                                        | Mozambico                                                                    | Qual. Coppa d'Africa 2025                                                    | -                                                                            |                                                                              |
| 20-3-2025                                                                    | Monrovia                                                                     | Sierra Leone                                                                 | 3 – 1                                                                        | Guinea-Bissau                                                                | Qual. Mondiali 2026                                                          | -                                                                            | 78’                                                                          |
| 24-3-2025                                                                    | Bissau                                                                       | Guinea-Bissau                                                                | 1 – 2                                                                        | Burkina Faso                                                                 | Qual. Mondiali 2026                                                          | -                                                                            | 46’                                                                          |
| Totale                                                                       |                                                                              | Presenze                                                                     | 30                                                                           |                                                                              | Reti                                                                         | 0                                                                            |                                                                              |